# Federico I di Goseck
Federico I di Goseck (... – 1042) fu conte di Goseck e conte di Merseburgo e dal 1038 conte palatino di Sassonia.

## Biografia
Era il figlio secondogenito del conte palatino di Sassonia Burcardo I e di Oda di Merseburgo, figlia del conte di Merseburgo Sigfrido II. Quando suo fratello maggiore Sigfrido morì nel 1038, Federico I divenne a sua volta conte palatino di Sassonia.
Nel 1041 la sua famiglia fondò il monastero di Goseck, dove venne redatta la Cronica Goseckensis.

## Matrimonio e figli
Secondo la Cronica Goseckensis, Federico I si sposò con Agnese, probabilmente la figlia di Guglielmo II della stirpe dei conti di Weimar, dalla quale ebbe quattro figli:
- Dedi († 1056), conte di Goseck e di Hassegau e conte palatino di Sassonia dal 1043 al 1056;[4]
- Federico († 1088) conte di Goseck, Vogt di Hersfeld e conte palatino di Sassonia dal 1056 al 1088;[4]
- Adalberto († 16 marzo 1072), dal 1043 arcivescovo di Amburgo;[3]
- Ilaria od Oda († Zorbau, 1088), che sposò il conte Adalberto di Sommerschenburg,[5] dando inizio al ramo di Sommerschenburg della casata di Goseck.